# 조지 브라스노
조지 브라스노(George Brasno, 1911년 12월 23일 ~ 1982년 8월 15일)는 미국의 배우이다. 1930년대와 1940년대에 걸쳐 몇 편의 영화에 출연했다. 그와 그의 여동생 올리브 브라스노(Olive Brasno)는 버스터 셰이버(Buster Shaver)의 보드빌 공연과 협력하여 남매 작은 사람들 노래 팀으로 처음으로 인정 받았다. 그는 또한 조지 셰이버(George Shaver)로 홍보되었다.

## 영화
- 리틀 미스 브로드웨이 (1938년)
- 찰리 챈 앳 더 서커스 (1936년)